# Bajkálontúli határterület
A Bajkálontúli határterület (oroszul Забайкальский край) az Oroszországi Föderáció tagja. Székhelye Csita. 2010-ben népessége 1 107 107 fő volt. 
Határos Burjátfölddel, Jakutfölddel, az Amuri területtel, az Irkutszki területtel, Kínával és Mongóliával.
2000-től a Szibériai szövetségi körzethez tartozott. Vlagyimir Putyin 2018. november 3-ai elnöki rendelete a besorolást megváltoztatta és a Bajkálontúli határterületet a Távol-keleti szövetségi körzethez csatolta.

## Történelem
A 2007. március 11-ei népszavazás eredményeként, a Csitai terület és az Aginszkojei Burját Autonóm Körzet egyesítésével jött létre 2008. március 1-jén Oroszország új jogalanya (szubjektuma), a Bajkálontúli határterület.

## Népesség
2010-ben 1 107 107 lakosa volt, melynek döntő többsége orosz (89,9%), de jelentős a burját nemzeti közösség száma is (6,8%).

## Városok
- Csita, a határterület fővárosa
- Balej
- Borzja
- Hilok
- Krasznokamenszk
- Mogocsa
- Nyercsinszk
- Petrovszk-Zabajkalszkij
- Silka
- Szretyenszk

## Járások
A közigazgatási járások neve, székhelye és 2010. évi népességszáma az alábbi:
| Magyar név                      | Orosz név                    | Székhely                | Lélekszám |
| ------------------------------- | ---------------------------- | ----------------------- | --------- |
| Aksai járás                     | Акшинский район              | Aksa                    | 10 682    |
| Alekszandrovszkij Zavod-i járás | Александрово-Заводский район | Alekszandrovszkij Zavod | 8 726     |
| Baleji járás                    | Балейский район              | Balej                   | 20 500    |
| Borzjai járás                   | Борзинский район             | Borzja                  | 51 647    |
| Csernisevszki járás             | Чернышевский район           | Csernisevszk            | 35 019    |
| Csitai járás                    | Читинский район              | Csita                   | 64 642    |
| Gazimurszkij Zavod-i járás      | Газимуро-Заводский район     | Gazimurszkij Zavod      | 9 407     |
| Hiloki járás                    | Хилокский район              | Hilok                   | 31 760    |
| Kalari járás                    | Каларский район              | Csara                   | 9 051     |
| Kalgai járás                    | Калганский район             | Kalga                   | 8 771     |
| Karimszkojei járás              | Карымский район              | Karimszkoje             | 37 161    |
| Kirai járás                     | Кыринский район              | Kira                    | 13 650    |
| Krasznij Csikoj-i járás         | Красночикойский район        | Krasznij Csikoj         | 19 453    |
| Krasznokamenszki járás          | Краснокаменский район        | Krasznokamenszk         | 64 597    |
| Mogocsai járás                  | Могочинский район            | Mogocsa                 | 25 508    |
| Nyercsinszki járás              | Нерчинский район             | Nyercsinszk             | 28 455    |
| Nyercsinszkij Zavod-i járás     | Нерчинско-Заводский район    | Nyercsinszkij Zavod     | 10 782    |
| Olovjannajai járás              | Оловяннинский район          | Olovjannaja             | 43 494    |
| Ononi járás                     | Ононский район               | Nyizsnyij Caszucsej     | 11 199    |
| Petrovszk-zabajkalszkiji járás  | Петровск-Забайкальский район | Petrovszk-Zabajkalszkij | 37 900    |
| Priargunszki járás              | Приаргунский район           | Priargunszk             | 21 831    |
| Selopuginói járás               | Шелопугинский район          | Selopugino              | 8 369     |
| Silkai járás                    | Шилкинский район             | Silka                   | 43 194    |
| Szretyenszki járás              | Сретенский район             | Szretyenszk             | 23 311    |
| Tungir-Oljokmai járás           | Тунгиро-Олёкминский район    | Tupik                   | 1 432     |
| Tungokocseni járás              | Тунгокоченский район         | Verh-Uszugli            | 12 685    |
| Uljoti járás                    | Улётовский район             | Uljoti                  | 18 946    |
| Zabajkalszki járás              | Забайкальский район          | Zabajkalszk             | 20 485    |
| Aginszkojei járás               | Агинский район               | Aginszkoje              | 34 354    |
| Duldurgai járás                 | Дульдургинский район         | Duldurga                | 15 350    |
| Mogojtuji járás                 | Могойтуйский район           | Mogojtuj                | 27 463    |

A három utolsóként felsorolt járás az Aginszkojei Burját körzethez tartozik.

## Kormányzók
- Ravil Faritovics Genyiatulin:
  - 1996-tól folyamatosan vezetője volt a Csitai területnek annak megszűnéséig, 2008. február 28-ig;
  - 2008. március 1-étől öt éven át első kormányzója a Csitai terület és a Aginszkojei Burját Autonom Körzet összeolvadásával létrehozott új "szubjektumnak", a Bajkálontúli határterületnek.
- Konsztantyin Konsztantyinovics Ilkovszkij: 
  - 2013. március 1. – 2013. szeptember 17.: Putyin elnök rendeletével a kormányzói feladatokat ideiglenesen ellátó megbízott
  - (megválasztása után kormányzó:) 2013. szeptember 18. – 2016. február 17., ekkor benyújtotta lemondását, amit Putyin elnök elfogadott.
- Natalja Nyikolajevna Zsdanova:
  - 2016. február 17. – szeptember 28. Putyin elnök rendeletével a kormányzói feladatokat ideiglenesen ellátó megbízott.
  - Megválasztva: 2016. szeptember 18. Kormányzó: 2016. szeptember 29. – 2018. október 11. A sorozatos kormányzócserék idején, 2018 őszén idő előtt lemondott hivataláról.[3][4]
- Alekszandr Mihajlovics Oszipov: 2018. október 25-étől Putyin elnök rendeletével a kormányzói feladatokat ideiglenesen ellátó megbízott.[5]

A 2019. szeptember 8-i választáson kormányzóvá választották. Beiktatták hivatalába: szeptember 19-én.